# Легба
Легба (Legba) е бог-трикстер и посредник както между боговете и хората, така и между самите богове в дахомейската митология. Той е седмият, най-малък син на двуполовото божество Маву-Лиза. Според легендите победил в състезание, организирано от Маву, като свирел едновременно на няколко музикални инструмента и в същото време танцувал. Заради тази победа Маву го обявила за най-висш бог измежду всички останали богове.

## Легенда
Множеството дахомейски божества-трикстери били младежи и деца, глезени от своите родители и ползващи се с голяма свобода и безнаказаност. Легба обаче не бил такъв. Той получил от Маву-Лиза знанието на всички съществуващи езици по света, включително езика на родителя си. Освен това разбирал и езиците на своите братя, на всеки от които Маву бил дал различен, особен език. Така той станал преводач на боговете, които вече не можели да се разбират помежду си. Ако някой от братята му искал да говори с Маву-Лиза, трябвало да се свърже първо с Легба. Той можел да бъде намерен навсякъде, дори в домовете на жреците, защото бил единственият посредник между тях и божествата. Те трябвало първо да се обърнат към него, преди да се обърнат към някое божество. Задължението му било да посещава царствата на братята си и после да разказва на Маву какво се случва в тях.
В началото Легба предавал на хората напътствията и нарежданията на Маву-Лиза и бил дълбоко уважаван от тях. Но постепенно те започнали да се сърдят на него за всички неприятни и гневни думи на бога, а също и за наказанията, които той трябвало да изпълнява от името на родителя си. А за всичко добро благодарели на Маву-Лиза. Всъщност Легба получавал само негативите от властта, а цялата признателност била насочена към бога. Затова се оплакал на Маву-Лиза за несправедливостта. Отговорът обаче бил, че всичко е в реда на нещата. За доброто хората трябва да благодарят на краля, а за лошото – да обвиняват неговите слуги. Легба се почувствал много обиден и решил да се справи сам с проблема. Обвинил Маву-Лиза в кражба, а богът натъжен, напуснал света на хората и се оттеглил на небето.
Легба обичал да внася раздор и интриги между боговете. Така например той се намесил в спора между владетеля на дъжда и негов брат Хевиозо и Сагбата, владетел на Земята. Хевиозо и Сагбата не можели да си поделят властта, а Хевиозо се стремял да вземе мястото на Сагбата. Сагбата напуснал обиден небето и се преместил да живее на Земята. Легба посъветвал Хевиозо да принуди Сагбата на отстъпки, като не дава възможност на дъжда да вали. А на Маву казал, че водата в небето е свършила. Нито капка дъжд не паднала повече на земята, растенията посърнали, хората и животните нямало с какво да се изхранват и гладували. Минали години, а дъжд все нямало. Недоволството на хората се насочило към Сагбата. Те го молели да се върне отново на небето и да продължи живота си там, като им осигури дъжд. Сагбата обаче не можел да го направи, защото небето било твърде далеч. В това време Маву поръчал на Легба да разузнае какво се случва на Земята. Тогава Легба изпратил птицата Уутуту при Сагбата със съвет да запали огромна клада и когато димът започне да се издига, да заповяда на птицата да пее. Така птичата песен заедно с дима щели да стигнат до боговете. А на Маву обяснил, че на Земята са настъпили голяма суша и пожари и има вероятност от тях да загинат не само хората, но и боговете на небето. За да спаси живота на Земята и небето Маву заповядала на Хевиозо да се откаже от управлението на дъжда и да го предаде на Сагбата. Така от този момент само от Сагбата зависело кога и къде ще вали. Дъждът отново напоявал земята и хора и животни били щастливи.
Легба пръв започнал да се занимава с гбо (магии). По това време боговете били гладни, тъй като никой не правел жертвоприношения за тях. Легба направил една змия, сложил я на пътя за пазара и ѝ наредил да хапе минаващите. След ухапването той се появявал и лекувал отровените срещу възнаграждение. Човекът Аве се заинтересувал от заниманията на Легба, а той го запознал с магиите и го научил да лекува отровни змийски ухапвания. Маву обаче забранила на Легба да разкрива на Аве други тайни, а самия трикстер направил невидим.
Легба делял леглото си с Фа и дъщеря ѝ Минона, защото Маву-Лиза го бил обрекъл на вечна сексуална неудовлетвореност.

## Митът за Легба и кражбата на ямс
Маву-Лиза имал градина, в която растял чудесен ямс. Легба си измислил, че крадци имат намерение да оберат нивата и предупредил за това бога. В отговор той събрал всички хора и ги заплашил, че ако някой посмее да открадне от ямса ще бъде наказан със смърт. Вечерта Легба задигнал сандалите на своя родител, обул ги и събрал всички грудки ямс от нивата. Тъй като бил валял дъжд, следите ясно се отпечатали в мократа пръст. Сутринта Легба докладвал, че ямсът е откраднат. Маву-Лиза силно се разгневил и веднага свикал всички хора. Започнали да сравняват сандалите на всеки с оставените стъпки. Но нямало никакво съвпадение. Тогава Легба подхвърлил гласно, че може би самият бог в съня си е събрал ямса от нивата. Маву-Лиза се възмутил, но все пак дал сандала си за проверка и той идеално съвпаднал с оставените стъпки. Хората се развикали сърдито, но богът знаел кой е истинският виновник. Той не казал нищо, обаче се почувствал много обиден и натъжен. Напуснал земята на хората и се пренесъл на небето, където живее оттогава. А на Легба заповядал да наблюдава постъпките на всеки и всяка вечер да му докладва за тях, както и за собствените си действия.